# Resampling
Resampling (z ang. przepróbkowanie) – transformacja sygnału jedno- lub wielowymiarowego (na przykład dźwięku cyfrowego lub bitmapy) polegająca na utworzeniu nowych próbek (ang. sample) wyjściowych na podstawie już istniejących próbek wejściowych, pozwalająca na zmianę częstotliwości próbkowania.

## Zastosowanie
- Skalowanie bitmapy (powiększenie lub pomniejszenie obrazu)
- Zniekształcanie bitmapy (np. zmiana proporcji, perspektywy obrazu)
- Obrót bitmapy o kąt inny niż wielokrotność 90°
- Zmiana klatkażu
- Zmiana częstotliwości próbkowania sygnału audio
- W cyfrowych instrumentach muzycznych i syntezatorach – stworzenie pozostałych tonów (np. oktawy) na podstawie tonu bazowego.